# Relaciones Tuvalu-Venezuela
Las relaciones Tuvalu-Venezuela se refieren a las relaciones internacionales que existen entre Tuvalu y Venezuela.

## Historia
Tuvalu y Venezuela establecieron relaciones diplomáticas por primera vez el 4 de agosto de 2021, embajador de Tuvalu, Samuelu Laloniu, y el embajador de Nicolás Maduro ante las Naciones Unidas, Samuel Moncada, suscribieron un comunicado conjunto oficializando el establecimiento de las relaciones diplomáticas a nivel de embajadores.